# Anaciaeschna megalopis
Anaciaeschna megalopis – gatunek ważki z rodziny żagnicowatych (Aeshnidae).